# Голица (Железники)
Голица (словен. Golica) је насељено место у општини Железники, Горењска регија, Словенија.

## Историја
До територијалне реорганизације у Словенији била је у саставу старе општине Шкофја Лока.

## Становништво
У попису становништва из 2011. године, Голица је имала 51 становника.
| Број становника према пописима | Број становника према пописима | Број становника према пописима |
| ------------------------------ | ------------------------------ | ------------------------------ |
| 1991                           | 2002                           | 2011                           |
| 70                             | 49                             | 51                             |

Напомена: Године 1998. умањено за део насеља који је припојен насељу Ојстри Врх, а умањено за део насеља који је проглашен за ново самостално насеље Свети Ленарт (Шкофја Лока).

## Галерија
- фарма Лавтар
- фарма Миже
- фарма Крулц
- детаљ црквене фреске